# بادرنجبویه آویشنی
بادرنجبویه آویشنی (نام علمی: Dracocephalum thymiflorum) نام یک گونه از سردهٔ بادرنجبویه است.